# Gouania hillebrandii
Gouania hillebrandii är en brakvedsväxtart som beskrevs av Oliver och Wilhelm B. Hillebrand. Gouania hillebrandii ingår i släktet Gouania och familjen brakvedsväxter. Inga underarter finns listade i Catalogue of Life.

## Bildgalleri

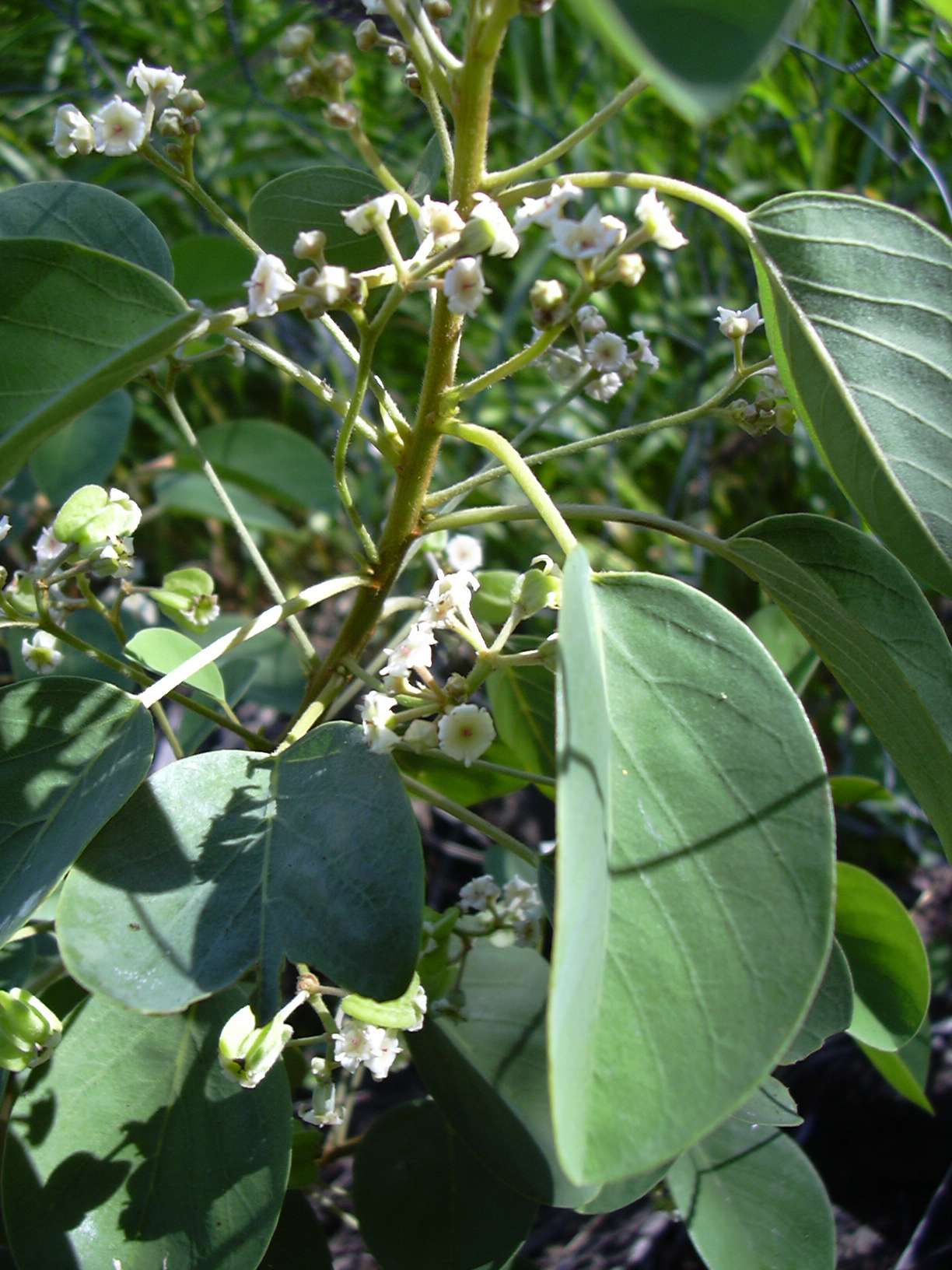
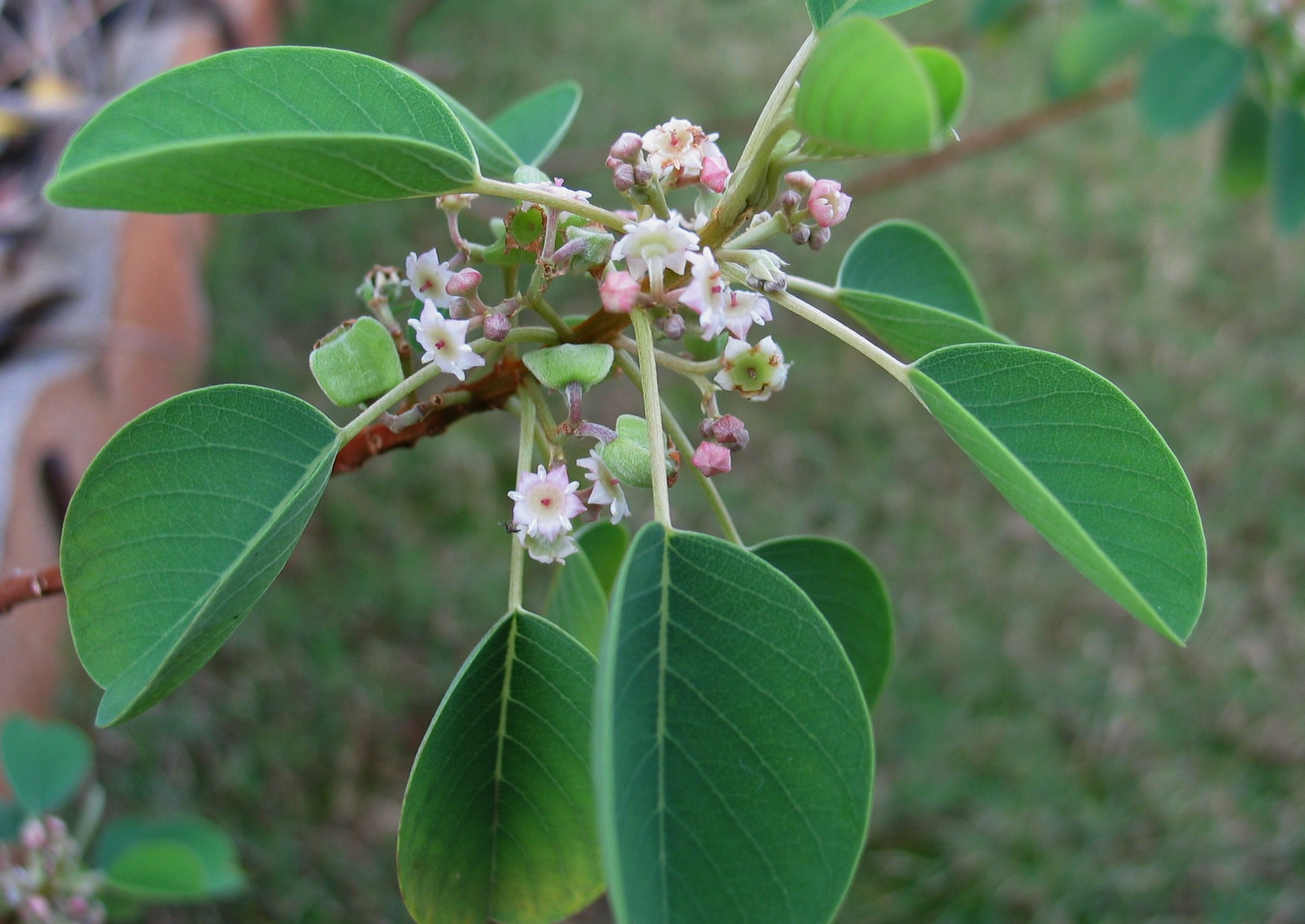
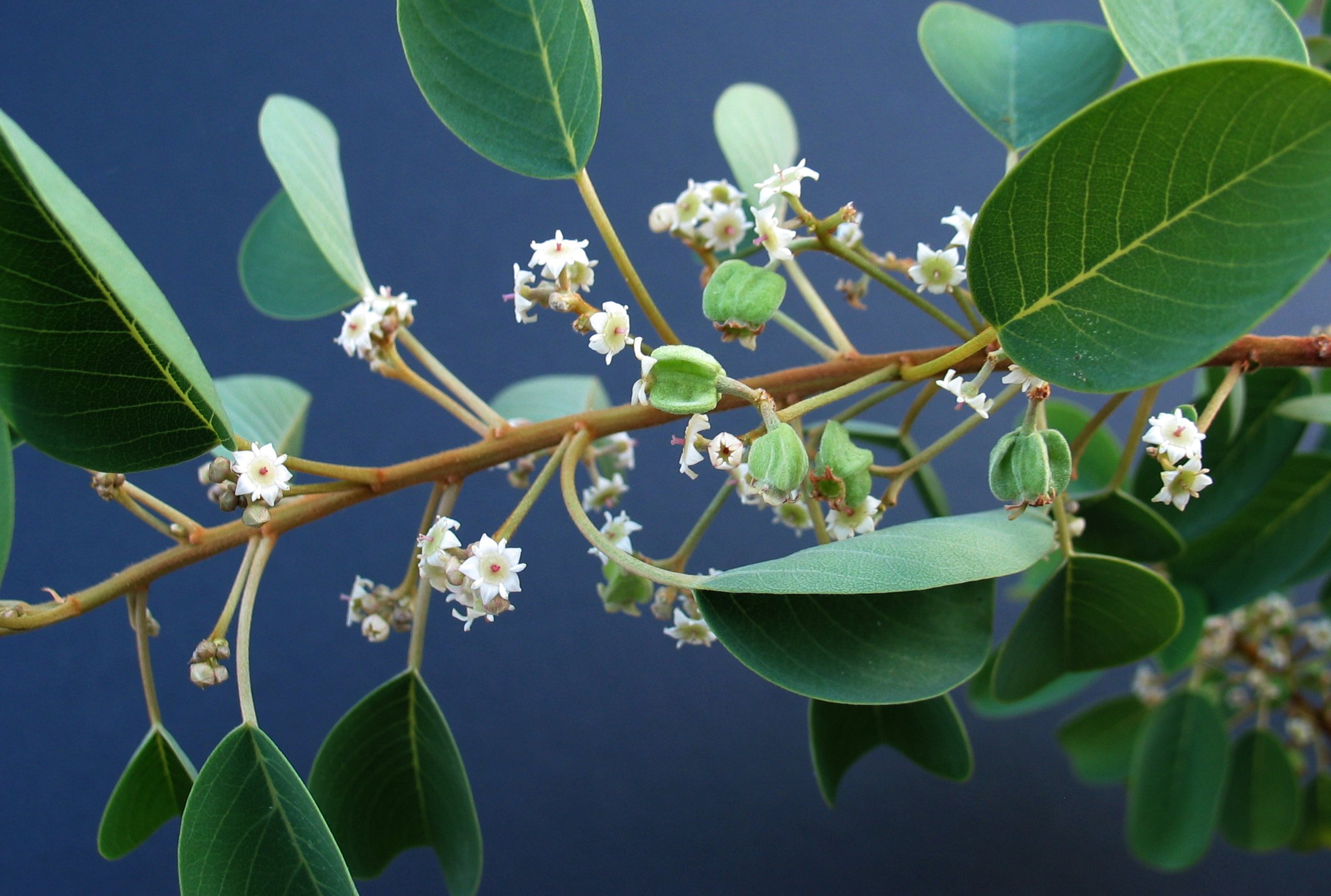
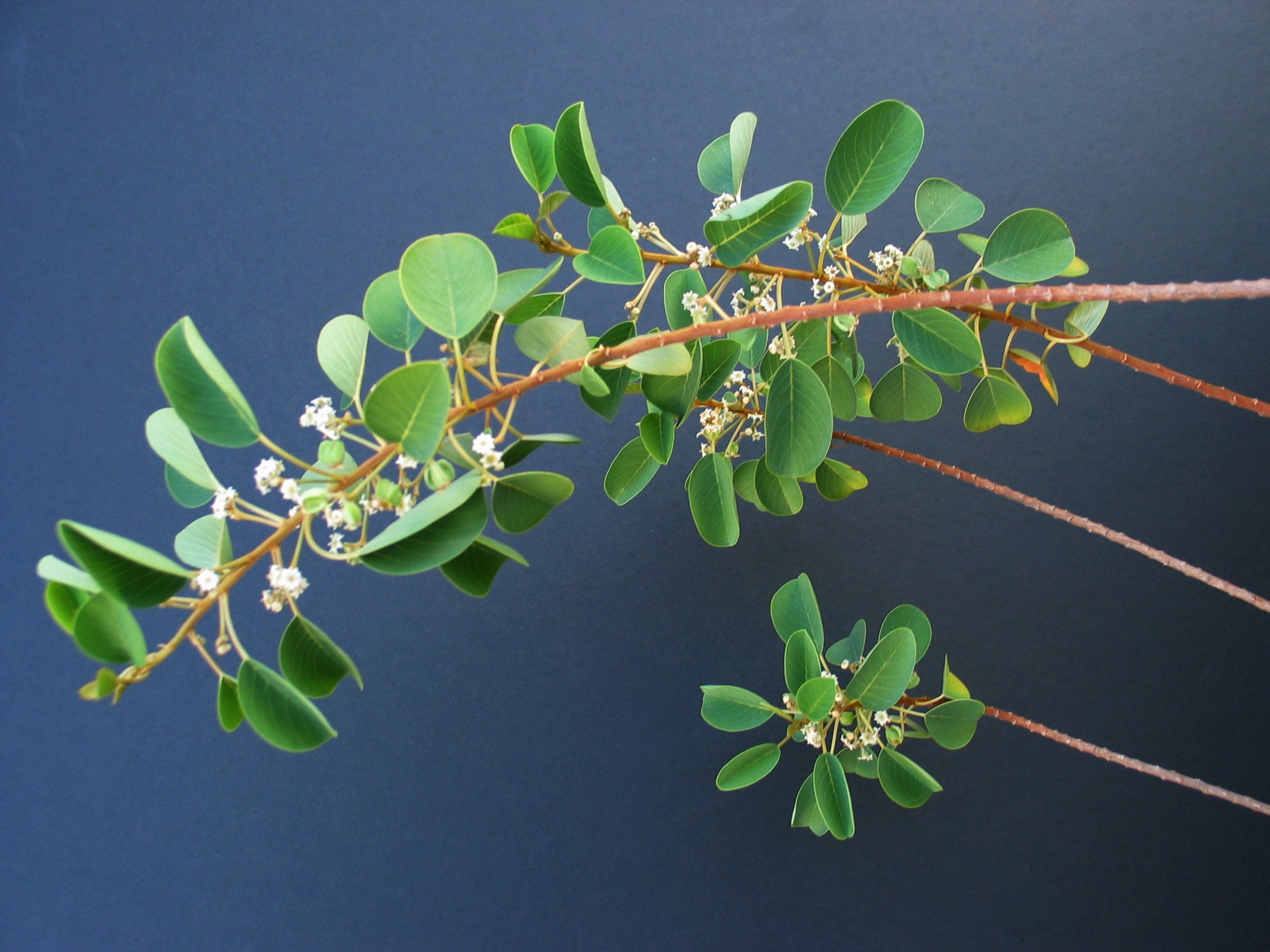
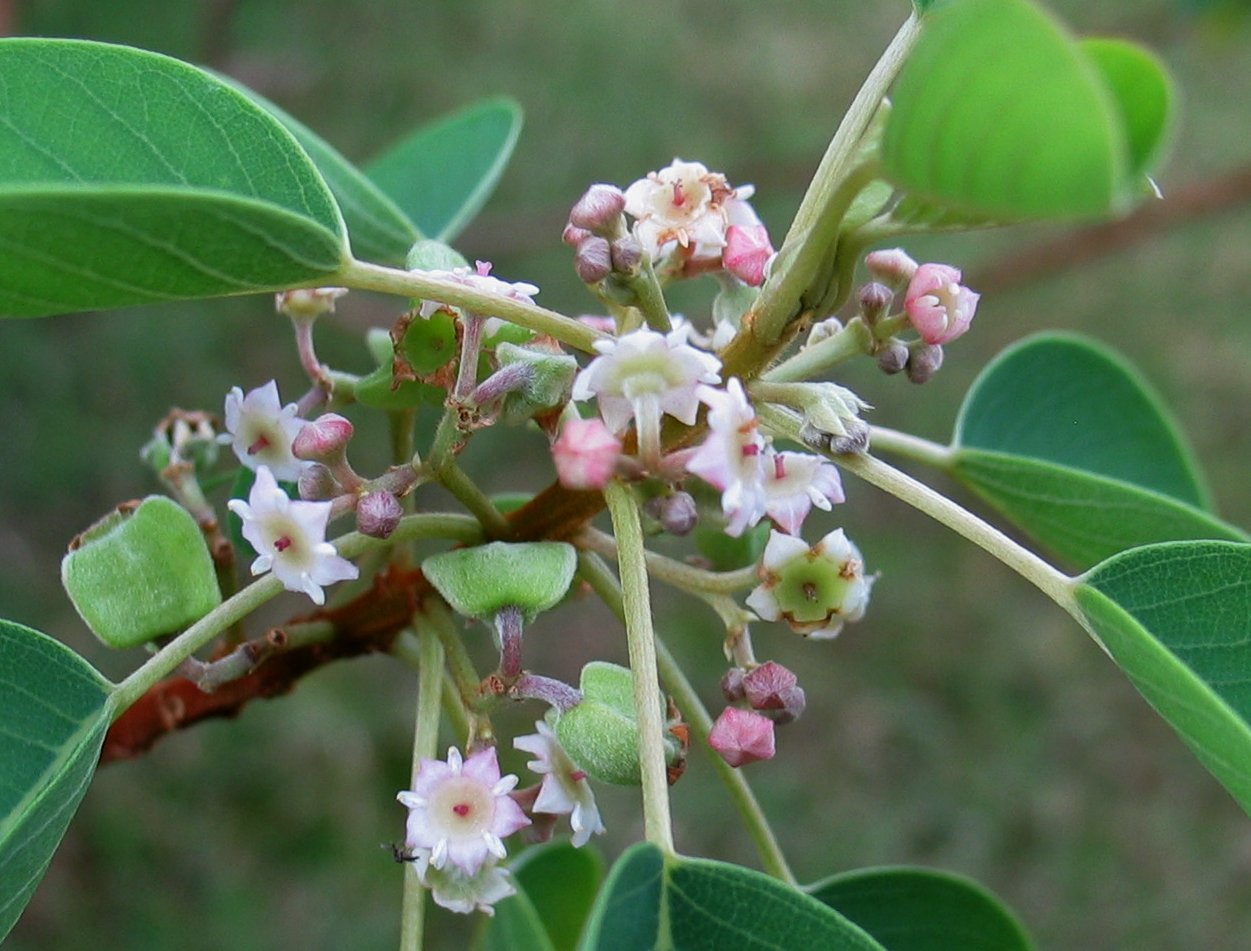
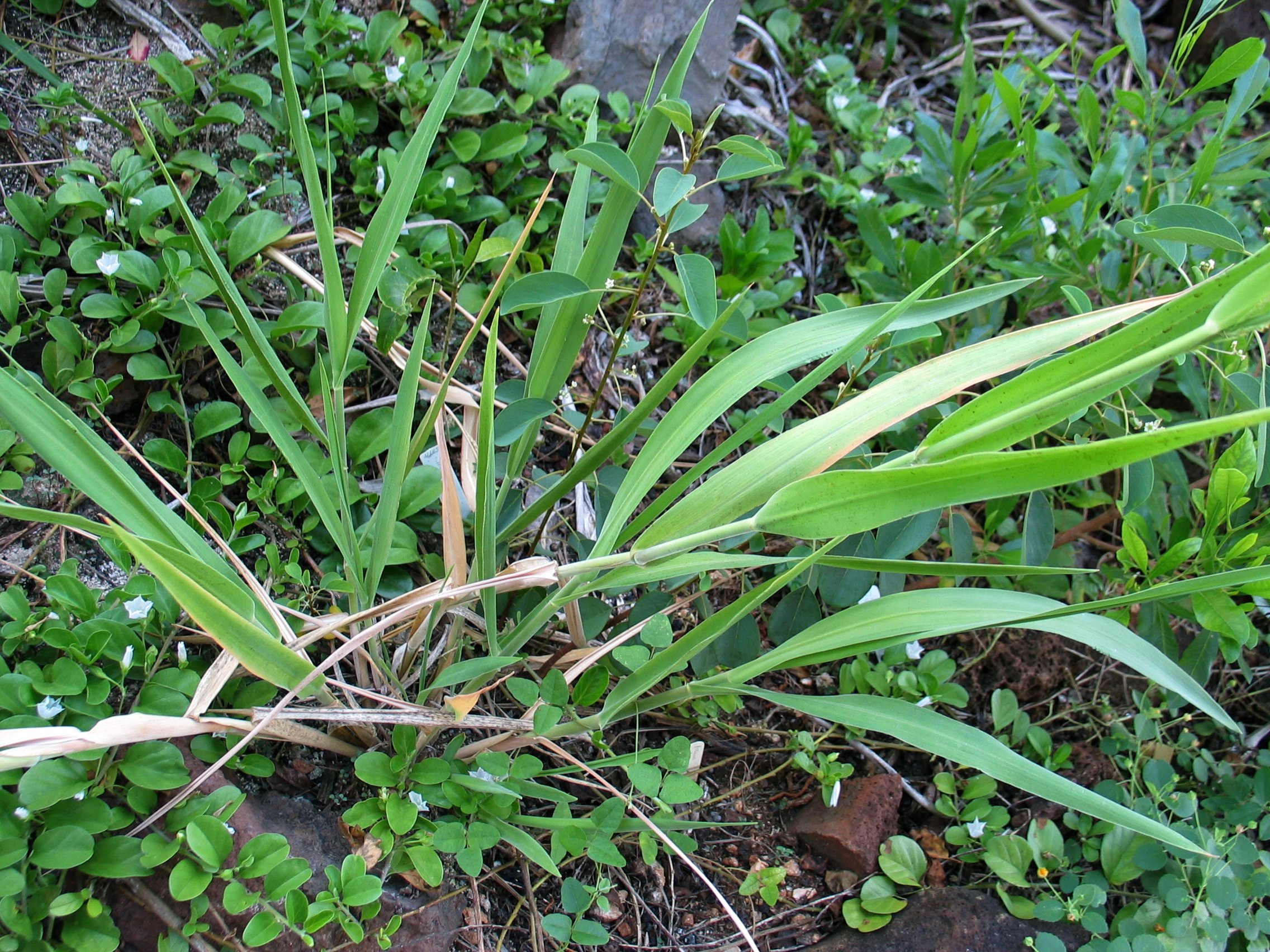